# کیوسک همگانی اینترنت

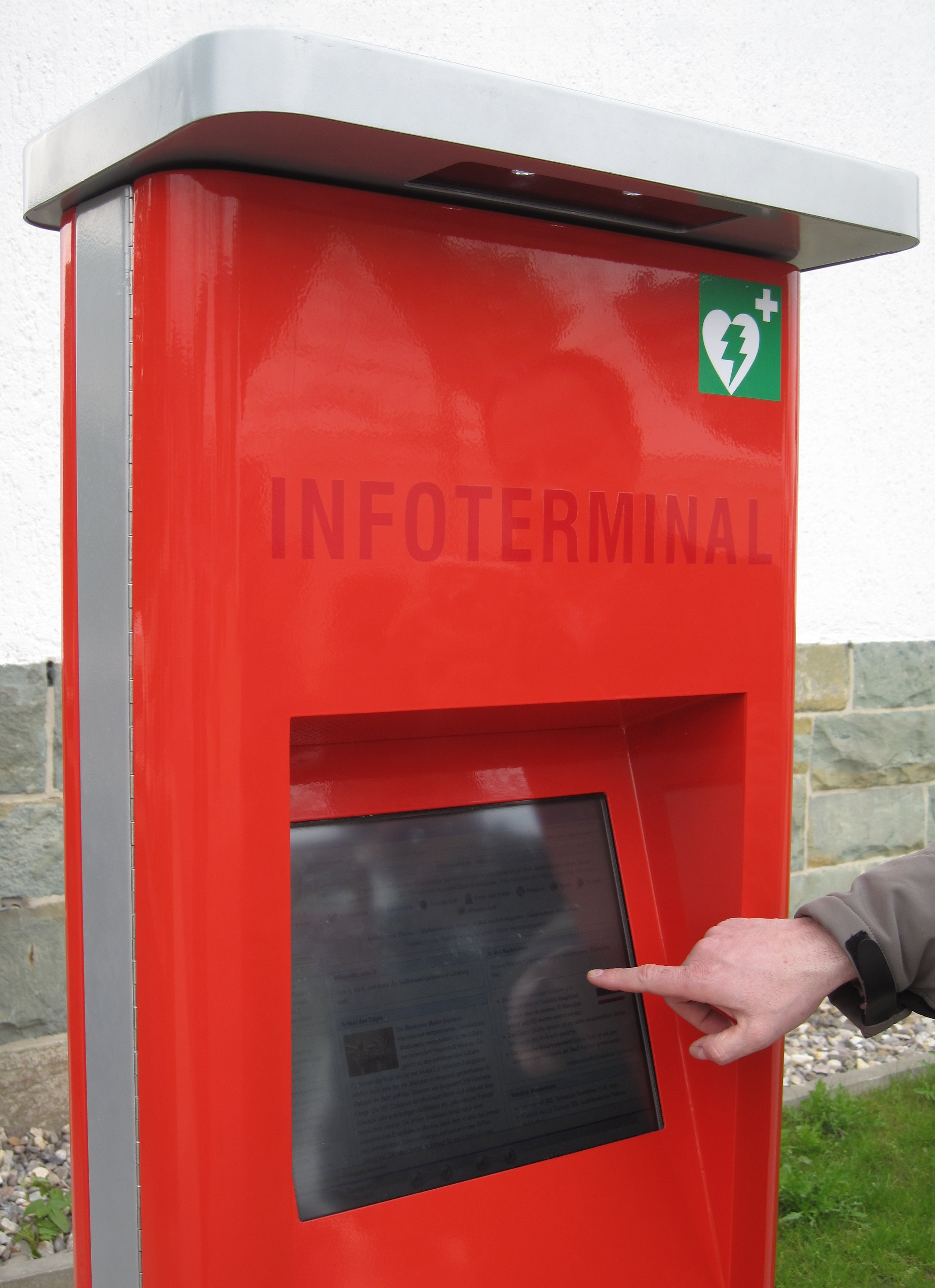
یک کیوسک همگانی اینترنت در همر، آلمان

کیوسک همگانی اینترنت نوع خاصی از ایستگاه اطلاع‌رسانی الکترونیکی است که به اینترنت متصل است. استفاده‌کنندگان می‌توانند در این ایستگاه‌ها کارهایی از قبیل خواندن نامه‌های الکترونیکی و گردش در وب را انجام دهند.
اغلب، کیوسک‌های اینترنت را می‌توان در محل‌های عمومی نظیر پایانه‌های مسافری، فرودگاه‌ها و ساختمان‌های دولتی و ... مشاهده کرد و مورد استفاده قرار داد. البته کار اصلی بسیاری از این ایستگاه‌ها اطلاع‌رسانی در مورد خدمات یک موسسهٔ خاص است و خدمات دسترسی به اینترنت به عنوان یک خدمت جانبی ارائه می‌شود.